# Adhemar Rubbo
Adhemar Rubbo (La Paz, 8 de febrero de 1929 - 3 de octubre de 2022) fue un actor y director de teatro uruguayo.

## Selección de actuaciones

### Teatro
Alumno de Margarita Xirgú, Rubbo debutó en 1950 con Bodas de sangre, de García Lorca. En 1962 participó en Esperando la carroza de Langsner, dirigido por Sergio Otermin. Sesenta y seis años después de su debut, tras una dilatadísima trayectoria, actúa en El coloquio de los perros de Cervantes, dirigido por Gastón Borges.

### Televisión
- Telecataplúm
- Plop!
- Porque te quiero así

### Cine
- La despedida (2010)
- Rambleras  (2013)
- Ojos grises  (2021)

### Premios y reconocimientos
- Premio Florencio como actor de reparto por Cachiporra[3]
- Premio Florencio en teatro infantil por el musical El rey Midas (1992)
- Premio Florencio en teatro infantil por Alí Babá (1995)